# Геофізичне нафтогазоконденсатне родовище
Геофізичне нафтогазоконденсатне родовище — одне з родовищ Гиданського півострова у Тюменській області Росії. Розташоване на заході півострова на узбережжі Обської губи у 460 км від Салехарду.

## Опис
Родовище відкрите у 1975 році свердловиною № 41 Надимської геологорозвідувальної експедиції об'єднання «Главтюменьгеологія». У ході розвідувальних робіт виявлено 6 газових, 3 газоконденсатні та 3 нафтові поклади. Колектор — пісковики з лінзовидними вкрапленнями глин та вапняків.
У 2011 році ліцензію на розробку придбала найбільша приватна газовидобувна компанія Росії «Новатек». Після цього тут були проведені додаткові сейсморозвідувальні роботи та виконана оцінка запасів по стандартах SEC, яка визначила їх у розмірі 124,9 млрд м³ газу та 0,4 млн т. рідких вуглеводнів. Однак, по російській класифікаційній системі за категоріями С1+С2 запаси родовища оцінюються у 12 млн т. нафти й конденсату (видобувні) та 211 млрд м³ газу.
Родовища Гиданського півострова розташовані неподалік від надпотужного Ямбурзького газопромислового району, хоча і відділені від нього мілководною Тазівською губою. Враховуючи це, виникли плани входження «Газпрому» у спільне підприємство з «Новатек», що дозволило б останньому скористатись інфраструктурою Ямбургу в обмін на допуск «Газпрому» із його родовищами тамбейської групи на півострові Ямал (Північно-Тамбейське та інші) до використання заводу Ямал ЗПГ. Проте станом на 2016 рік ці плани не реалізовані.
Іншим варіантом розвитку є спорудження на базі Салманівського та Геофізичного родовищ Гиданського півострова заводу «Арктик ЗПГ».
У 2014 році компанія «Новатек» звернулась до уряду за погодженням на перенесення строку початку розробки Геофізичного родовища до 2030 року.